# Frank Shakespeare
Frank Shakespeare (anglès: Franklin Bradford Shakespeare)  (Filadèlfia, 31 de maig de 1930) és un remer estatunidenc, ja retirat, que va competir durant la dècada de 1950.
El 1952 va prendre part en els Jocs Olímpics d'Estiu de Hèlsinki, on guanyà la medalla d'or en la prova del vuit amb timoner del programa de rem. Una vegada retirat passà a exercir d'oficial de marina. El 1982 fou incorporat al Delaware Sports Museum and Hall of Fame. El 1996 fou un dels portadors de la flama olímpica dels Jocs Olímpics d'Atlanta.